# Mascara (stad)
Mascara (معسك Muʿaskar) is een stad in Algerije en hoofdstad van de gelijknamige provincie Mascara. De stad heeft ongeveer 86.000 inwoners (2005).
Het is gebouwd op twee heuvels en heeft nog het oude Moorse karakter ondanks de Franse modernisering.
Mascara is een handelsplaats voor wijn, graan, olie, tabak en schapen.